# Ålen, Norge
Ålen är en kyrkby som utgör centralort i Holtålens kommun i Trøndelag fylke i mellersta Norge. Orten ligger  vid Rørosbanan och älven Gaula, där fylkesväg 30 möter fylkesväg 6542. Den utgör en del av tätorten Renbygda. Här finns Ålens kyrka.
Tidigare har orten utgjort centralort i dåvarande Ålens kommun.

## Bilder

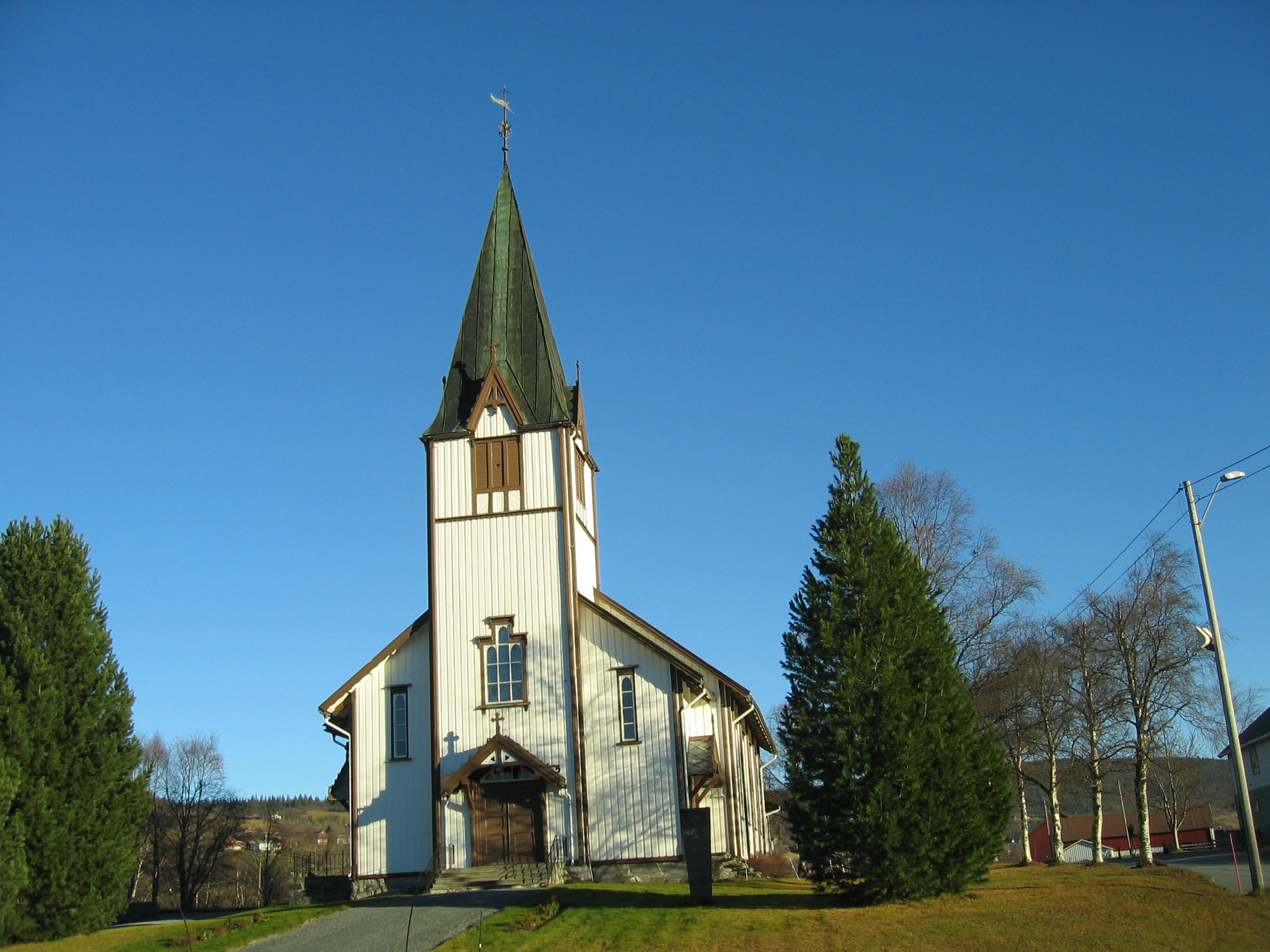
Ålens kyrka.
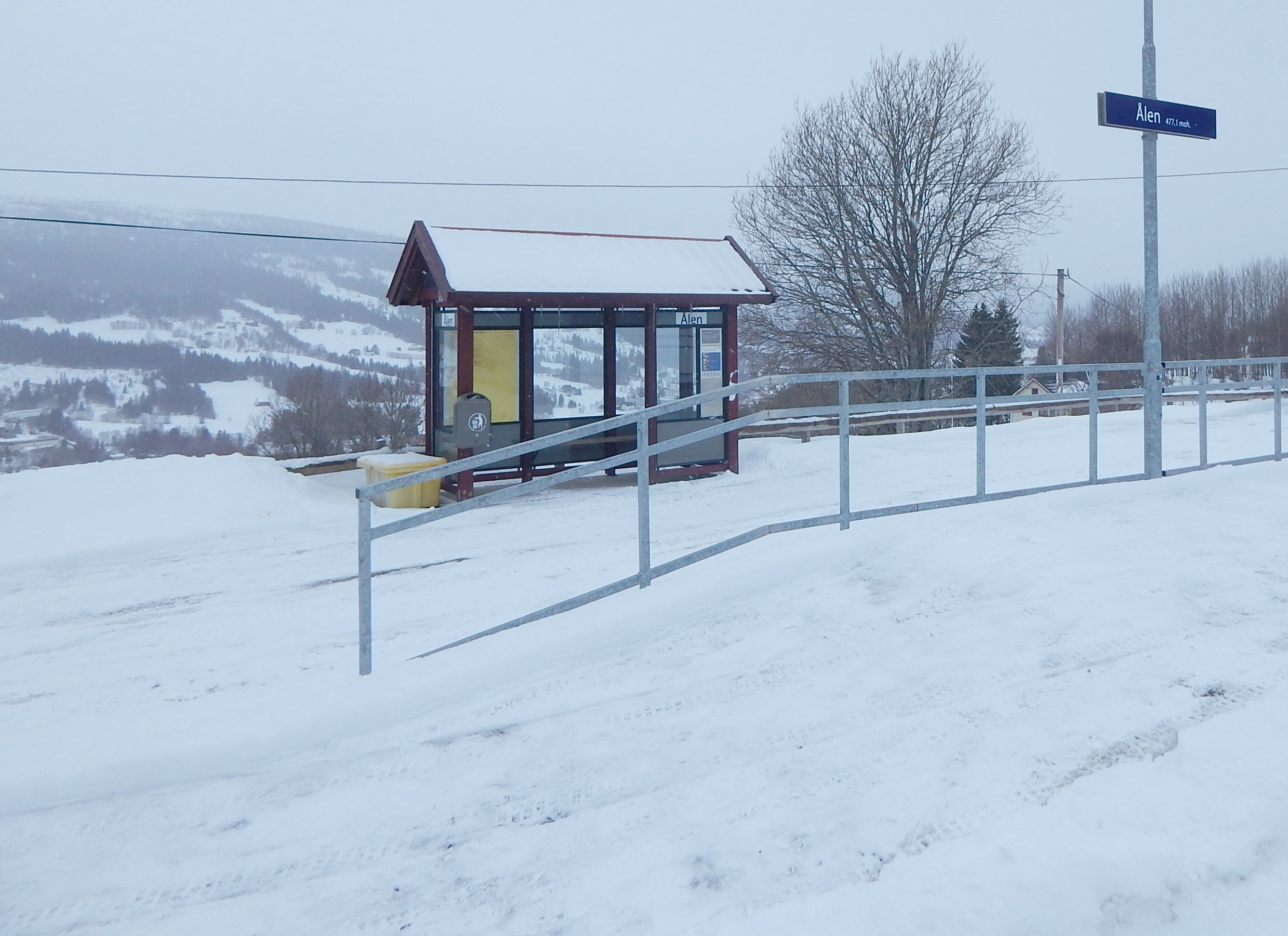
Ålens station.